# ایوان مورویچ
ایوان ادواردو مورویچ فرناندز (اسپانیایی: Iván Eduardo Morovic Fernández‎؛ زادهٔ ۲۴ مارس ۱۹۶۳) یک بازیکن شطرنج و استادبزرگ اهل شیلی است.
او در وینیا دل مار متولد شد و بازی شطرنج را از ۹ سالگی آغاز کرد. در سال ۱۹۷۹ در مسابقات قهرمانی شطرنج جوانان پان امریکن به پیروزی رسید. در سال ۱۹۸۰ ایوان مورویچ در مسابقات قهرمانی شطرنج جوانان جهان در دورتموند بعد از گری کاسپارف و نایجل شورت، عنوان سوم مسابقات را کسب کرد. در ۱۹۹۳ در مسابقات شطرنج در لاس پالماس با پیروزی از ویسواناتان آناند پیشی گرفت.
بهترین ریتینگ الو ایوان مورویچ ۲۶۱۳ و در سال ۱۹۹۹ ثبت شده‌است.
وی در سیزده المپیاد شطرنج در سال‌های ۱۹۷۸، ۱۹۸۰، ۱۹۸۲، ۱۹۸۴، ۱۹۸۶، ۱۹۸۸، ۱۹۹۰، ۱۹۹۶، ۲۰۰۲، ۲۰۰۴، ۲۰۱۰ و ۲۰۱۲ به نمایندگی از شیلی و در سال ۲۰۰۰ به نمایندگی از کرواسی حضور داشته‌است.